# Akermes colimae
Akermes colimae är en insektsart som beskrevs av Cockerell 1903. Akermes colimae ingår i släktet Akermes och familjen skålsköldlöss. Inga underarter finns listade i Catalogue of Life.